# Congrès universel d'espéranto de 1958
Pour un article plus général, voir Congrès universel d'espéranto.
 (décembre 2024).
Le congrès universel d’espéranto de 1958 est le 43e congrès universel d’espéranto, organisé en août 1958, à Mayence en Allemagne de l'Ouest.